# Estación de Coímbra-B
La Estación de Coímbra-B es una plataforma ferroviaria de la línea del Norte y del Ramal da Lousã, que se localiza en el municipio de Coímbra, en Portugal.

## Historia

### sigloXXI
Se proveyó, en enero de 2011, que fuesen realizadas obras de conservación en los aisladores de sección y diagonales de las catenarias, en el interior de esta plataforma, entre el primer y cuarto trimestres de 2012.

## Características

### Localización y accesos
Se encuentra junto a la Calle del Patrón, en la parroquia de São Bartolomeu.

### Descripción física
En enero de 2011, contaba con cinco vías de circulación, con longitudes entre los 400 y 240 metros; las plataformas tenían 223 a 297 metros de extensión y 45 a 95 centímetros de altura.